# Polittico di San Sebastiano (Marinoni)
Il polittico di San Sebastiano è un'opera a tempera su tavola realizzata da Antonio Marinoni e dai figli per la chiesa di San Sebastiano di Nembro.

## Storia
Il polittico posto come pala d'altare sul presbiterio della piccola chiesa di San Sebastiano di  Nembro fu considerato lavoro di Giovanni Gavazzi da Poscante e a questo titolo esposto nel 1898 nell'Esposizione di arte sacra a Bergamo, a conferma di quest'attribuzione furono Bernard Berenson nel 1932 e Bortolo Belotti nel 1942. Solo nel 1979 Francesco Rossi rileva assonanze con il maestro del Romacolo identificato in Antonio Marinoni e nella sua bottega.
La chiesa probabilmente del XIV secolo, godeva di un lascito testamentario alla Fondazione MIA del 1408 con le sue proprietà, gestione che la fondazione passò alla famiglia Vitalba che aveva avuto già rapporti con la bottega dei pittori di Desenzano al Serio per lavori realizzati a Nembro come gli affreschi del presbiterio della chiesa di Santa Maria, la pala di Ognissanti e la pala di Sant'Agostino.
Gli atti della visita pastorale di san Carlo Borromeo del 1575 citano: ecclesia in una tantumn navi constructa habet celum ex laterinus et lignis qui sustinetur ab arcu in medio, parietes dealbate et in parte veterinus imaginis sanctorum picte inoltre altare maius ad occidemntem positum in capella quadrata fornicata et dealbata, longa brachia 6 et lata brachia 9 con aggiunta di habet iconam decentem. Il polittico non può essere un lavoro successivo a questa visita, inoltre il Borromeo indica un'ancona decente sull'altare, considerando che proprio nel 1575 la bottega marinoniana cessava di svolgere l'attività pittorica. Però l'assonanza con gli affreschi dell'Abbazia di Pontida indicherebbero una datazione postuma, forse furono realizzati alla fine del quarto decennio del XVI secolo quando Antonio passò l'attività ai figli.

## Descrizione
Il polittico è disposto su due registri, terminanti con una predella, presentando la caratteristica delle bifore nei pannelli laterali già dipinta dai Marinoni nel Polittico di San Pietro di Albino, avvicinabile a quello del Foppa conservato nella Pinacoteca di Brera.
La Madonna del Latte, centrale del registro superiore, è seduta su di un trono con la doppia coppia di angeli, che la incoronano mentre altri suonatori, sono posti ai suoi piedi, soggetti recuperati da lavori precedenti e ripresi in altri successivi come nel Polittico di Zanica. La tavola centinata termina con il baldacchino a padiglione, copia più periferica del lavoro del Foppa, e già raffigurato nel Polittico della Trinità di Casnigo di qualità superiore.
Il tappeto posto ai piedi della Vergine è il tentativo, mal riuscito, di rendere prospettica la raffigurazione, mentre uno studio più coraggioso è evidente nella raffigurazione di san Sebastiano, avvicinabile al Cristo retto dagli angeli presente nella lunetta della sagrestia di Pontida, con una certa plasticità avvicinabile ai lavori del Foppa e dello Zenale.